# 페이스 특수임무부대
페이스 태스크포스(Task Force Faith) 또는 맥클린 태스크포스(Task Force Maclean)는 한국 전쟁 당시 장진호 전투에서 붕괴된 미국 육군의 부대로, 공식 부대명칭은 제31연대전투단(Regimental Combat Team 31; RCT-31)이다.
페이스와 맥클린은 당시 부대를 지휘했던 미국 육군 장교들의 이름이다.
페이스 테스크포스는 미 제7보병사단 예하 제31보병연대 주축으로  미 제7보병사단의 보병, 포병 및 각종 주특기 부대들을 모아 만든 혼성부대로, 병력수는 약 3,000 여명이었다. 이 중 600명 가량은 카투사였다. 제32보병연대에서도 일부 차출되었다.
'Task Force Faith(페이스 특수임무부대)라는 명칭은 미국의 군사역사학자에 의해 후대에 붙여진 명칭으로서, 한국전쟁 당시 이런 이름이 사용된 적은 한 번도 없다.